# 盎格鲁美洲
盎格鲁美洲，又称英語美洲，用作描述以英語為主要語言，或者與英格蘭或英倫三島在歷史、語言或文化上有密切關係的美洲地區，也可以指英語世界的美洲部份，與讲羅曼語族諸語的拉丁美洲區分。
具體而言，英語美洲包括北美洲的美國和加拿大，而Anglophone America一詞也可以用於較闊的定義，當中包括中美洲的伯利茲、巴拿馬，加勒比海的牙買加，南美洲的圭亞那、北大西洋上的百慕大以及幾個靠近南美洲的加勒比海國家。注意蘇利南、阿魯巴島和荷屬安地列斯由於以荷蘭語為通用語，並不屬本區範圍。在南大西洋的福克蘭群島以英語為官方語言。
英語美洲可以形容英國、美國和加拿大英語地區的共同文化環境，例如「英語美洲文化與法國文化不同」。邱吉爾、小羅斯福、雷根等政府領袖用此形勢英美兩國的特殊關係。
本詞作為名詞使用時，可以指使用英語的白人，簡稱‘Anglo’，最常見於對說英語的美國白人和在美墨戰爭期間在美國西南部說西班牙語的白人歷史的研究當中。但本詞一般忽略英格蘭、愛爾蘭、日耳曼和其他北歐移民後裔的差異，因而構成了說英語的美國白人的主體。